# Генрих Алеманский
Генрих Алеманский (2 ноября 1235 или 2 ноября 1235, Замок Хогли, Суффолк — 13 марта 1271 или 13 марта 1271, Витербо, Лацио) — сын Ричарда, 1-го графа Корнуолла и его первой жены Изабеллы Маршал.

## Биография
Генрих был посвящён в рыцари своим отцом на следующий день после того, как Ричард был коронован королём римлян в Аахене, где обычно короновали немецких королей. Коронация Ричарда состоялась 17 мая 1257 года.
Будучи племянником Генриха III и Симона де Монфора, он колебался между ними в начале Войны баронов, но в конце концов принял сторону роялистов и оказался в числе заложников, захваченных Монфором после битвы при Льюисе (1264). Он был заключён в замок Уоллингфорд и позже освобождён. Генрих командовал войсками короля в битве при Честерфилде (1266).
В 1268 году он отправился в Крестовый поход со своим двоюродным братом Эдуардом, который отправил его обратно из Сицилии, чтобы усмирить неуправляемую провинцию Гасконь. Генрих отправился по суше с королём Филиппом III и королём Сицилии Карлом I.
5 мая 1269 года в Виндзорском замке Генрих Алеманский женился на Констанции де Монкада (ум. 1299), старшей дочери Гастона VII, виконта Беарна. Брак был бездетным.

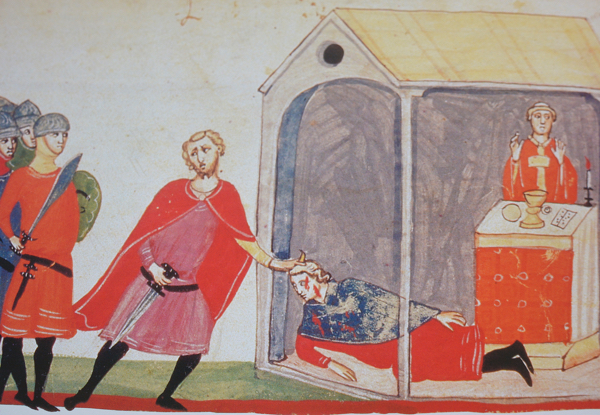
Убийство Генриха Алеманского

Во время посещения мессы в Кьеза-ди-Сан-Сильвестро (также называемой Кьеза-дель-Гезо) в Витербо 13 марта 1271 года он был убит своими двоюродными братьями Ги и Симоном де Монфорами, сыновьями Симона де Монфора, 6-го графа Лестера. Они мстили за обезглавливание своего отца и старшего брата в битве при Ившеме (1265). Этот случай упоминается Данте Алигьери, который поместил Ги де Монфора в седьмой круг ада в «Божественной комедии», написанной по меньшей мере через 40 лет после смерти Генриха.
Генрих был похоронен в аббатстве Хейлс. После его смерти наследником графа Корнуолла стал его младший брат Эдмунд.